# Ablepharus chernovi
Ablepharus chernovi — вид плазунів родини Сцинкових. Свою назву отримав на честь відомого дослідника Сергія Чернова. Існує 4 підвиди.

## Опис
Сягає загальної довжини 10 см. Колір у цієї ящірки на спині бронзовий з 6-ма світлими пунктирними лініями, вдовж хребта більш широка темна смуга. У самців черево у період парування яскравого світло-помаранчевого кольору. У самок — сіре із світлими крапочками.

## Спосіб життя
Полюбляє пологі схили, сильно кам'янистий або степ, гірську місцину. Живе серед дрібного каміння. Активний вдень. У своєму життя майже не користується лапами. Швидко пересувається поміж камінням.
Живиться переважно дрібними комахами.
У серпні — червні відкладає 3 яйця діаметром 5 мм. Самка відкладає яйця у єдину лінію. Вже у серпні з'являються дитинчата.

## Розповсюдження
Південна Вірменія, східна Туреччина, зустрічається на півночі Сирії та Іраку, а також іноді у західному Ірані.